# Sudán en los Juegos Olímpicos de Sídney 2000
Sudán estuvo representado en los Juegos Olímpicos de Sídney 2000 por tres deportistas, dos hombres y una mujer, que compitieron en dos deportes.
El equipo olímpico sudanés no obtuvo ninguna medalla en estos Juegos.